# Villafranca (Forlì)
Villafranca è una frazione del comune italiano di Forlì, nella provincia di Forlì-Cesena, in Emilia-Romagna. Il borgo è situato 9 chilometri a nord della città e si estende su un territorio delimitato a ovest dal fiume Montone.

## Storia
Il nome deriva dal termine latino Villa, che indica un piccolo centro rurale, associato al termine franca, che si riferisce probabilmente alla esenzione di questo territorio dalle decime. L'esenzione deriva dal fatto che questa zona era deputata, a spese degli abitanti. al controllo del fiume Montone, il cui percorso era stato incanalato nell'alveo del Rio Cosina che tuttora fa da confine fra Forlì e Faenza nel 1271. Nella Descriptio provinciæ Romandiolæ che risale al 1371 viene chiamata Sancte Marie in Villafrancha, in riferimento probabilmente alla chiesa di Santa Maria in Lampio. Il toponimo del territorio vicino, invece, Sancti Martini in Villafrancha, si riferirebbe all'altra chiesa presente sul territorio, quella di San Martino in Villafranca.
Durante la seconda guerra mondiale, Villafranca subisce violenti bombardamenti che la privano di molti edifici storici, come la scuola elementare, mentre il ''palazzone'' ne esce indenne, nonostante a pochi metri da esso sorgeva il circolo fascista la ''ri-bomba'' che viene completamente raso al suolo.
Dal 2021 forma insieme alla frazione di San Martino in Villafranca il quartiere Villafranca-San Martino.

## Monumenti e luoghi d'interesse

### Chiesa di Santa Maria in Lampio
La chiesa, menzionata dal 1312, si presenta con forme classiche, derivate da interventi di ristrutturazione, avvenuti nel 1927. Il campanile, che era stato progettato nel 1934 dall'ingegner Gino Cervesi, è stato minato e parzialmente distrutto con la Seconda guerra mondiale e ricostruito nel 1959.

### Ville
Le ville si trovano sulla strada che porta a Russi. La prima è detta Serughina, dal nome della famiglia prima proprietaria, i Serughi, che l'hanno fatta costruire nel XVIII secolo. La villa è poi passata alla curia di Forlì che l'ha destinata a comunità terapeutica. La struttura è bassa e larga, a due piani. Il piano inferiore ha finestre con davanzale in pietra e portale con cornice a cimasa. Nel piano superiore le finestre hanno cornici. Sul tetto si trova un piccolo campanile a vela. L'interno è stato rimaneggiato e non ha più gli arredi d'epoca. Legato alla villa è l'oratorio di Sant'Andrea Avellino con stucchi settecenteschi e un'immagine del santo sull'altare. Sono stati invece rimossi dai tondi laterali le sei tele con santi.
Villa Tassinari si trova sullo stesso lato della strada. Si tratta di una villa secentesca di una certa imponenza, costruita dalla famiglia Baratti, che la tiene fino al 1832, poi passa agli Ortolani e infine ai Tassinari, che la cedono alla famiglia Ceccarelli.
Sul lato destro della strada si trova invece villa Ceccarelli, costruzione a tre piani in origine della famiglia Brandolini di cui resta il blasone nel soffitto della sala centrale, poi passata ai Caldesi fino al 1812 e da loro acquistata da Tommaso Ceccarelli. Annessa alla villa era una cappella di Sant'Eurosia, poi trasformata in abitazione.

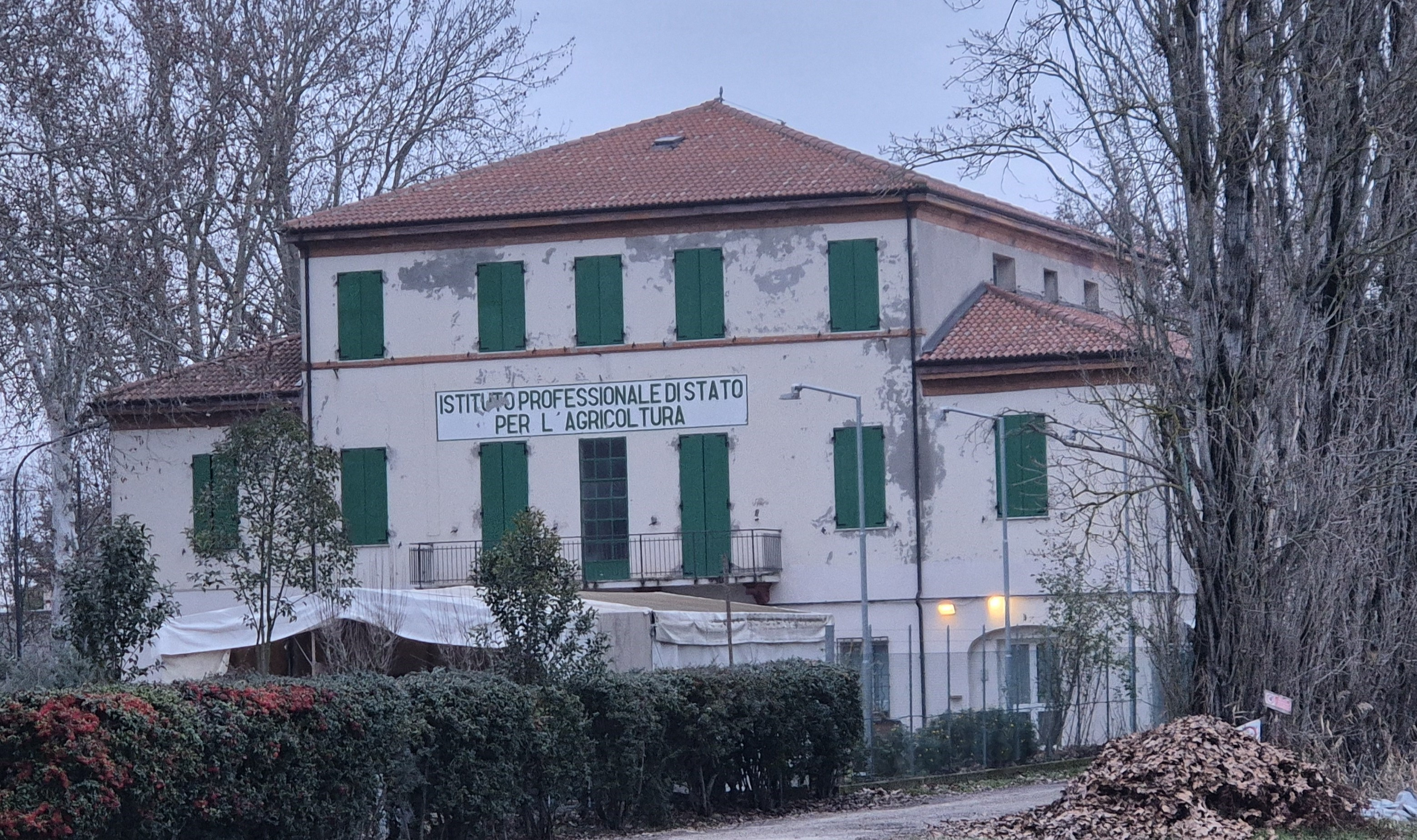
Villafranca (Forlì), Ex Istituto agrario

Agli inizi del XX secolo viene fatta costruire da Armando Paganelli un'abitazione padronale (conosciuta dagli abitanti del posto con il nome di palazzone), che nel 1967 diventa scuola di avviamento agrario (a cui si accede dopo la quinta elementare), poi trasformato in scuola superiore con la riforma della scuola media nel 1972. Negli anni 80 il comune acquista l'edificio e non è più sede di scuole, ma attività commerciali, fino all'abbandono e al recupero, iniziato nel 2011 e terminato nel 2021 con i lavori di ristrutturazione e la destinazione a centro ricreativo, gestito dall'associazione Il Palazzone.

## Sport
Nella frazione sono presenti anche varie iniziative a scopo aggregativo per i giovani e non solo. Nella frazione si trova inoltre il centro polisportivo comunale "Giulianini".
A Villafranca è situata un'aviosuperficie in erba per il volo ultraleggero e aeromodelli di circa 800 m di lunghezza e 29 di larghezza. L'aviosuperficie è anche sede della scuola di volo ULM A.Li Soccorso, aderente alla Protezione Civile.